# ESCA
ESCA (afkorting van ENKA Sport Club Arnhem) is een voormalige amateurvoetbalclub uit Arnhem, Nederland. De club bestond van 4 juni 1927 tot en met 30 juni 2014. Per 1 juli 2014 fuseerde de club samen met FC Presikhaaf tot AFC Arnhem, waarbij de oprichtingsdatum van ESCA, als oudste vereniging, werd aangehouden.
Vanaf 1964/65 gingen ESCA en Vitesse een officieuze samenwerkingsverband aan. Om het profvoetbal in Arnhem veilig te stellen, splits Vitesse zich op in separate eenheden voor prof- en amateurvoetbal. Zo ontstond op 01 jul 1964 naast Vitesse, voor de professionals, de vereniging ESCA-VC (ESCA-Vitesse Combinatie) voor de amateurs. Al snel liep het niet goed tussen de voorstanders van het profvoetbal en de leden van ESCA, die het opnamen voor de amateurs en de jeugd. Op 12 september 1974 werd er besloten het samenwerkingsverband per direct te verbreken. In 1984 splitste de proftak alsnog van zich af en ging het verder onder de naam SBV Vitesse. Zo ontstond op 15 juni 1984 de vereniging Vitesse 1892 voor de amateurs. De amateurtak verliet Nieuw-Monnikenhuize en vestigde zich op sportcomplex Valkenhuizen aan de Beukenlaan.
De club had zowel een zaterdag- als een zondagafdeling. Het zondag standaardelftal speelde van 1958/59 tot en met 1968/69 elf seizoenen op het hoogste amateurniveau (toenmalig de eerste klasse). In hun debuut seizoen werden ze meteen klasse kampioen (1B, Noord-Oost), en streden mee om het algeheel zondagamateurkampioenschap. In de mini-competitie eindigden ze als derde achter kampioen SV Gouda (kampioen 1A, West) en SC Irene (1C, Zuid).
In het seizoen 1964/65 werden ze in hun eerste jaar als ESCA-VC kampioen in 1E (Oost). In de mini-competitie om het zondagkampioenschap eindigden ze als zesde achter achtereenvolgens kampioen RIOS '31 (1F, Zuid-2), JOS (Amsterdam) (1A, West-1), HVV Helmond (1E, Zuid-1), VV Papendrecht (1B, West-2) en VV Emmen (1C, Noord).
Het laatste seizoen (2013/14) speelde de club in de Vierde klasse na directe promotie uit de Vijfde klasse (middels de derde plaats in 5F) het seizoen ervoor. Het eerste zaterdagelftal was in 2013/14 ook ingedeeld de vierde klasse (4A), maar trok zich voor de competitie terug.
Tot en met de zomer van 2013 was "Sportpark Valkenhuizen" in Arnhem-Noord de thuisbasis van de club, per augustus verhuisde de club naar "Sportpark Over het Lange water", ook de thuishaven van latere fusiepartner FC Presikhaaf waarmee ook al werd samengewerkt. Onder andere de jeugdteams speelden gezamenlijk competitie onder de noemer "SJO FC Presikhaaf/ESCA".

## Stamboom
|  |  |  |  |                       |                       |                       |                       |                       |                       |  |  |                                |                                |                                |                                |                                |                                |                            |                            | vv WCA (09 jul 1971)       |                            |               |               |                             |                             |                             |                             |                             |                             |                      |                      |                      |                      |                             |                             |                             |                             |                             |                             |                             |                             |  |  |  |  |  |  |
|  |  |  |  |                       |                       |                       |                       |                       |                       |  |  |                                |                                |                                |                                |                                |                                |                            |                            |                            |                            |               |               |                             |                             |                             |                             |                             |                             |                      |                      |                      |                      |                             |                             |                             |                             |                             |                             |                             |                             |  |  |  |  |  |  |
|  |  |  |  | ESCA (04 jun 1927)    | ESCA (04 jun 1927)    | ESCA (04 jun 1927)    | ESCA (04 jun 1927)    | ESCA (04 jun 1927)    | ESCA (04 jun 1927)    |  |  | SV Sempre Avanti (24 aug 1951) | SV Sempre Avanti (24 aug 1951) | SV Sempre Avanti (24 aug 1951) | SV Sempre Avanti (24 aug 1951) | SV Sempre Avanti (24 aug 1951) | SV Sempre Avanti (24 aug 1951) |                            |                            | SVD'98 (1998)              | SVD'98 (1998)              | SVD'98 (1998) | SVD'98 (1998) | SVD'98 (1998)               | SVD'98 (1998)               |                             |                             | vv OAB (21 jan 1928)        | vv OAB (21 jan 1928)        | vv OAB (21 jan 1928) | vv OAB (21 jan 1928) | vv OAB (21 jan 1928) | vv OAB (21 jan 1928) |                             |                             | vv Presikhaaf (01 sep 1951) | vv Presikhaaf (01 sep 1951) | vv Presikhaaf (01 sep 1951) | vv Presikhaaf (01 sep 1951) | vv Presikhaaf (01 sep 1951) | vv Presikhaaf (01 sep 1951) |  |  |  |  |  |  |
|  |  |  |  | ESCA (04 jun 1927)    | ESCA (04 jun 1927)    | ESCA (04 jun 1927)    | ESCA (04 jun 1927)    | ESCA (04 jun 1927)    | ESCA (04 jun 1927)    |  |  | SV Sempre Avanti (24 aug 1951) | SV Sempre Avanti (24 aug 1951) | SV Sempre Avanti (24 aug 1951) | SV Sempre Avanti (24 aug 1951) | SV Sempre Avanti (24 aug 1951) | SV Sempre Avanti (24 aug 1951) |                            |                            | SVD'98 (1998)              | SVD'98 (1998)              | SVD'98 (1998) | SVD'98 (1998) | SVD'98 (1998)               | SVD'98 (1998)               |                             |                             | vv OAB (21 jan 1928)        | vv OAB (21 jan 1928)        | vv OAB (21 jan 1928) | vv OAB (21 jan 1928) | vv OAB (21 jan 1928) | vv OAB (21 jan 1928) |                             |                             | vv Presikhaaf (01 sep 1951) | vv Presikhaaf (01 sep 1951) | vv Presikhaaf (01 sep 1951) | vv Presikhaaf (01 sep 1951) | vv Presikhaaf (01 sep 1951) | vv Presikhaaf (01 sep 1951) |  |  |  |  |  |  |
|  |  |  |  |                       |                       |                       |                       |                       |                       |  |  |                                |                                |                                |                                |                                |                                |                            |                            |                            |                            |               |               |                             |                             |                             |                             |                             |                             |                      |                      |                      |                      |                             |                             |                             |                             |                             |                             |                             |                             |  |  |  |  |  |  |
|  |  |  |  | ESCA/VC (01 jul 1964) | ESCA/VC (01 jul 1964) | ESCA/VC (01 jul 1964) | ESCA/VC (01 jul 1964) | ESCA/VC (01 jul 1964) | ESCA/VC (01 jul 1964) |  |  |                                |                                |                                |                                | SV Rozendaal (01 jul 1999)     | SV Rozendaal (01 jul 1999)     | SV Rozendaal (01 jul 1999) | SV Rozendaal (01 jul 1999) | SV Rozendaal (01 jul 1999) | SV Rozendaal (01 jul 1999) |               |               |                             |                             |                             |                             |                             |                             |                      |                      |                      |                      | vv IJsseloord (01 jul 1995) | vv IJsseloord (01 jul 1995) | vv IJsseloord (01 jul 1995) | vv IJsseloord (01 jul 1995) | vv IJsseloord (01 jul 1995) | vv IJsseloord (01 jul 1995) |                             |                             |  |  |  |  |  |  |
|  |  |  |  | ESCA/VC (01 jul 1964) | ESCA/VC (01 jul 1964) | ESCA/VC (01 jul 1964) | ESCA/VC (01 jul 1964) | ESCA/VC (01 jul 1964) | ESCA/VC (01 jul 1964) |  |  |                                |                                |                                |                                | SV Rozendaal (01 jul 1999)     | SV Rozendaal (01 jul 1999)     | SV Rozendaal (01 jul 1999) | SV Rozendaal (01 jul 1999) | SV Rozendaal (01 jul 1999) | SV Rozendaal (01 jul 1999) |               |               |                             |                             |                             |                             |                             |                             |                      |                      |                      |                      | vv IJsseloord (01 jul 1995) | vv IJsseloord (01 jul 1995) | vv IJsseloord (01 jul 1995) | vv IJsseloord (01 jul 1995) | vv IJsseloord (01 jul 1995) | vv IJsseloord (01 jul 1995) |                             |                             |  |  |  |  |  |  |
|  |  |  |  |                       |                       |                       |                       |                       |                       |  |  |                                |                                |                                |                                |                                |                                |                            |                            |                            |                            |               |               |                             |                             |                             |                             |                             |                             |                      |                      |                      |                      |                             |                             |                             |                             |                             |                             |                             |                             |  |  |  |  |  |  |
|  |  |  |  | ESCA (1974)           | ESCA (1974)           | ESCA (1974)           | ESCA (1974)           | ESCA (1974)           | ESCA (1974)           |  |  |                                |                                |                                |                                |                                |                                |                            |                            |                            |                            |               |               | FC Presikhaaf (01 jul 2005) | FC Presikhaaf (01 jul 2005) | FC Presikhaaf (01 jul 2005) | FC Presikhaaf (01 jul 2005) | FC Presikhaaf (01 jul 2005) | FC Presikhaaf (01 jul 2005) |                      |                      |                      |                      |                             |                             |                             |                             |                             |                             |                             |                             |  |  |  |  |  |  |
|  |  |  |  | ESCA (1974)           | ESCA (1974)           | ESCA (1974)           | ESCA (1974)           | ESCA (1974)           | ESCA (1974)           |  |  |                                |                                |                                |                                |                                |                                |                            |                            |                            |                            |               |               | FC Presikhaaf (01 jul 2005) | FC Presikhaaf (01 jul 2005) | FC Presikhaaf (01 jul 2005) | FC Presikhaaf (01 jul 2005) | FC Presikhaaf (01 jul 2005) | FC Presikhaaf (01 jul 2005) |                      |                      |                      |                      |                             |                             |                             |                             |                             |                             |                             |                             |  |  |  |  |  |  |
|  |  |  |  |                       |                       |                       |                       |                       |                       |  |  |                                |                                |                                |                                |                                |                                |                            |                            |                            |                            |               |               |                             |                             |                             |                             |                             |                             |                      |                      |                      |                      |                             |                             |                             |                             |                             |                             |                             |                             |  |  |  |  |  |  |
|  |  |  |  |                       |                       |                       |                       |                       |                       |  |  |                                |                                | AFC Arnhem (01 jul 2014)       |                                |                                |                                |                            |                            |                            |                            |               |               |                             |                             |                             |                             |                             |                             |                      |                      |                      |                      |                             |                             |                             |                             |                             |                             |                             |                             |  |  |  |  |  |  |

## Klasse niveau
| Klasse        | Seizoenen   | Seizoenen   | Seizoenen   | Seizoenen   | Seizoenen   |
| ------------- | ----------- | ----------- | ----------- | ----------- | ----------- |
| Eerste klasse | 58/59-68/69 |             |             |             |             |
| Tweede klasse | 48/49-50/51 | 53/54-57/58 | 69/70-70/71 |             |             |
| Derde klasse  | 31/32-41/42 | 46/47-47/48 | 51/52-52/53 | 71/72-76/77 | 90/91-92/93 |
| Vierde klasse | 30/31       | 42/43-45/46 | 77/78-89/90 | 93/94-96/97 | 13/14       |
| Vijfde klasse | 97/98-98/99 | 03/04-05/06 | 10/11-12/13 |             |             |
| Zesde klasse  | 99/00-02/03 | 06/07-09/10 |             |             |             |

## Competitieresultaten 2010–2013 (zaterdag)
| 6 4A |

| 5 4A |

| 9 4A |

| 4 4A |

| Vierde klasse |

## Competitieresultaten 1931–2014 (zondag)
| 1 4D |

| 6 3D |

| 6 3C |

| 9 3C |

| 9 3C |

| 3 3C |

| 6 3C |

| 10 3C |

| 9 3C |

| 7 |

| 6 3E |

| 10 3E |

| 1 4G |

| 1 4G |

|  |

| 1 4H |

| 4 3D |

| 1 3D |

| 9 2C |

| 4 2C |

| 12 2B |

| 3 3C |

| 1 3C |

| 10 2B |

| 12 2B |

| 6 2B |

| 2 2B |

| 1 2B |

| 1 1B |

| 8 1B |

| 7 1A |

| 2 1D |

| 6 1D |

| 2 1D |

| 1 1D |

| 9 1D |

| 3 1D |

| 9 1D |

| 12 1D |

| 7 2A |

| 11 2A |

| 9 3B |

| 8 3B |

| 9 3C |

| 7 3C |

| 8 3C |

| 11 3D |

| 5 4F |

| 9 4F |

| 4 4F |

| 8 4F |

| 4 4F |

| 3 4F |

| 2 4F |

| 7 4F |

| 12 4F |

|  |

|  |

|  |

| 2 4F |

| 7 3D |

| 9 3D |

| 10 3D |

| 7 4F |

| 7 4F |

| 3 4F |

| 12 4F |

| 10 5D |

| 11 5D |

| 9 6I |

| 5 6H |

| 7 6H |

| 3 6H |

| 9 5D |

| 8 5F |

| 12 5F |

| 11 6G |

| 10 6F |

| 5 6F |

| 1 6F |

| 3 5F |

| 4 5F |

| 3 5F |

| 12 4F |

| Eerste klasse | Tweede klasse | Derde klasse | Vierde klasse | Vijfde klasse | Zesde klasse | Noodcompetitie |

- Club heette tussen 1964/65 en 1971/72 ESCA/VC

In elke staaf van de grafiek staat van boven naar beneden vermeld: 
- Eindnotering

Dit is de positie die de club heeft bereikt in de competitie, zonder eventuele beslissings-, play-off- of nacompetitiewedstrijden die nodig zijn geweest om bijvoorbeeld de kampioen van de competitie te bepalen.
Indien een * achter het getal staat is de notering een tussenstand en kan het zijn dat de notering niet overeenkomt met de uiteindelijke eindstand van de competitie.
Staat er een - dan is het seizoen nog bezig en is er geen definitieve uitslag bekend.
Staat er xx op de positie van de notering, dan heeft de club vroegtijdig de competitie verlaten. Dit kan onder andere komen door terugtrekking van het team, faillissement van de club of door een uitgedeelde straf van de KNVB. In veel gevallen staat elders in het artikel de reden vermeld.
Staat er een ? dan is het resultaat uit het verleden onbekend, en is alleen de competitie of het niveau bekend van dat seizoen.
In de seizoenen 2019/20 en 2020/21 werd wegens de coronacrisis het amateurvoetbal afgebroken. Daardoor kennen deze staven geen eindklassering (middels -- weergegeven).
- Competitieniveau en afdelingsletter of Officiële eindstand Eredivisie
  - Competitieniveau en afdelingsletter

Hierbij geeft het getal het niveau weer, dat ook terug te vinden is in de legenda. De letter is de afdelingsaanduiding en wordt gebruikt wanneer er meer afdelingen zijn op hetzelfde niveau. De afdelingsletter is altijd een hoofdletter en wordt meestal zonder nummer gebruikt.
Voorbeeld: 2F is niveau 2e klasse competitie F.
Het competitieniveau en nummer wordt niet vermeld wanneer er slechts één competitie van dit niveau was.
  - Officiële eindstand Eredivisie (getal staat tussen haakjes vermeld)

Sinds de introductie van play-offwedstrijden voor Europees voetbal na afloop van de reguliere competitie in 2005/06, is de KNVB verplicht een eindstand van de Eredivisie door te geven aan de UEFA aan de hand van deze play-offwedstrijden.
Bij deze eindstand staan clubs die zich hebben gekwalificeerd voor Europees voetbal hoger dan clubs die zich niet wisten te kwalificeren. Indien er geen verschil was tussen de eindnotering en de officiële eindstand, staat dit getal niet vermeld.

- Onderafdeling

Hier staat afgekort de naam van de onderafdeling indien de club in dat jaar in een onderafdeling uitkwam. Tevens staat deze afkorting in de legenda en wordt gelinkt naar het artikel over deze onderafdeling. Deze afkorting wordt alleen vermeld wanneer de club in het verleden in verschillende onderafdelingen heeft gespeeld. Deze vermelding is in de staaf altijd in kleine letters. Deze onderafdelingen zijn na het seizoen 1995/96 afgeschaft. Heeft de club in slechts één onderafdeling gespeeld, dan is dit alleen terug te vinden in de legenda.
Onder de staaf staat het jaartal vermeld waarin het seizoen is afgesloten. 15 verwijst naar het seizoen 2014/15 of eventueel het seizoen 1914/15.
Wanneer een staaf leeg is, zijn deze gegevens niet bekend. Het kan ook zijn dat de club dat seizoen niet heeft meegespeeld op het hogere amateurniveau, vroegtijdig de competitie heeft verlaten of uit de competitie is gezet.

In het seizoen 1944/45 was er wegens de Tweede Wereldoorlog geen regulier competitievoetbal.

## Bekende (oud)-spelers
- Rein Baart
- Jimmy Kaparos
- Ton Spaargaren

## Voetnoten
Voormalige: AFC Arnhem · AV Cranevelt · BVH · ESCA · EVC ‘94 · GOVA · Hertog Hendrik · ODO · VV Oost-Arnhemse Boys · SC Oranje · FC Presikhaaf · Sempre Avanti · Vitesse 1892 · VIJDO · WCA · AV Wilhelmina · Wivos · Avc Zuid Arnhem